# Латремуй, Анри де
Анри де Латремуй (фр. Henri de La Trémoille; 22 декабря 1598, Туар — 21 января 1674, там же), герцог де Туар, пэр Франции — французский аристократ.

## Биография
Сын Клода де Латремуя, герцога де Туара, и Шарлотты Брабантины Оранской.
Сеньор де Латремуй, принц Тарентский и де Тальмон, граф де Лаваль, барон де Витре.
Начал военную службу в июне 1621 при осаде Сен-Жан-д’Анжели. 17 марта 1625 году король дал ему должность кампмейстера французской легкой кавалерии. Участвовал в осаде Ла-Рошели, во время которой 18 июля 1628 обратился в католицизм и принял причастие из рук кардинала Ришельё.
Герцог участвовал в штурме Сузы (1629) и был тяжело ранен в колено, рекогносцируя вражеские позиции под Кариньяно (1630).
14 мая 1633 был пожалован в рыцари ордена короля. На капитуле ордена Святого Духа в Фонтенбло как обладатель старейшего герцогства, учрежденного для аристократии, не принадлежавшей к королевскому дому, шествовал первым, сразу после принцев крови и легитимированных принцев.
Служил при осаде Корби (1636), где командовал четырехтысячным отрядом, большей частью состоявшим из пуатевинцев, вассалов герцогства Туарского, нанятых и содержавшихся герцогом за свой счет. В том же году председательствовал на Штатах Бретани как барон де Витре; эта прерогатива перешла к дому герцогов де Туар в 1605 году, как часть богатого наследства графа Ги XX де Лаваля.
В 1643 году на церемонии погребения Людовика XIII исполнял обязанности великого магистра Франции.
С согласия французского двора заявил на Мюнстерском конгрессе претензии на корону Неаполя, восходившие к Шарлотте Арагонской.
Жалованной грамотой Людовика XIV в 1644 году за Анри де Латремуем были подтверждены все привилегии, ранее предоставленные французскими королями графам де Лаваль.
В 1651 году как титулярный принц Тарентский получил ранг иностранного принца.
Умер в своем Туарском замке и был погребен в коллегиальной церкви Туара.

## Семья
Жена (19.01.1619, с церковного разрешения): Мари де Латур д'Овернь (1600—24.05.1665), его двоюродная сестра, вторая дочь Анри де Латура, герцога Буйонского и принца Седанского, маршала Франции, и Элизабет фон Нассау. Их с мужем переписку скрепляла печать с изображением двух алтарей, пламена которых соединялись, и девизом Sic Unica Flamma Duobus
Дети:
- Анри-Шарль (17.12.1620—14.09.1672), принц Тарентский и де Тальмон. Жена (1648): Амалия Гессен-Кассельская (1626—1693), дочь ландграфа Вильгельма V Гессен-Кассельского и Амалии Элизабеты фон Ханау-Мюнценберг
- Луи-Морис (8.06.1624—25.06.1681), граф де Лаваль. Служил в Италии в пехотном полку под командованием герцога де Лонгвиля и принца Кариньянского (1642), затем вступил в духовное сословие, был аббатом Шарру и Сен-Круа в Тальмоне
- Арман-Шарль (15.06.1635—13.11.1643), граф де Тайбур
- Элизабет (18.07.1628—03.1640)
- Мари-Шарлотта (26.01.1632—24.08.1682). Муж (18.07.1662): Бернгард Саксен-Веймарский (1638—1678), герцог Саксен-Йенский